# 马德里体系
马德里体系（ Madrid system，全称 the Madrid system for the international registration of marks，全称为商标国际注册马德里体系），包括《巴黎公约》中关于商标国际保护的补充，《马德里议定书》，以及《马德里协定》。马德里体系旨在方便商标在世界各个不同法体中进行注册。

## 马德里体系的优点和缺点
马德里体系目前覆盖100多个国家。如果申请人是马德里体系国家的国民，则可以通过马德里体系使用单一商标申请在这些国家注册商标。目前不属于马德里体系的知名国家和地区包括中国香港、中国澳门、台湾、阿根廷和巴西。
来自非马德里体系国家的申请人通常必须单独在每个国家注册其商标。同样，来自马德里体系国家的申请人必须单独在这些非马德里体系国家注册，而不是通过马德里体系申请注册。

## 《马德里协定》
全称为《商标国际注册马德里协定》（Madrid Agreement Concerning the International Registration of Marks），是关于商标保护的国际条约，1891年订立于西班牙的马德里，次年正式生效。

## 《马德里议定书》
全称为《马德里协定有关议定书》（Protocol Relating to the Madrid Agreement ），于1989年通过，1995年12月1日生效，1996年4月1日正式实施。